# Cauê
Cauê Vinicius dos Santos, noto semplicemente come Cauê (Novo Horizonte, 16 novembre 2002), è un calciatore brasiliano, attaccante del Casa Pia in prestito dal Lommel.

## Caratteristiche tecniche
È un'centravanti.

## Carriera
Cresciuto nel settore giovanile del Grêmio Novorizontino, debutta in prima squadra il 21 marzo 2019 in occasione dell'incontro del Campionato Paulista pareggiato 1-1 contro la Ferroviária.
Nel 2019 viene acquistato in prestito dal Corinthians.

## Statistiche

### Presenze e reti nei club
Statistiche aggiornate al 7 maggio 2021.
| Stagione        | Squadra              | Campionato      | Campionato | Campionato | Coppe nazionali | Coppe nazionali | Coppe nazionali | Coppe continentali | Coppe continentali | Coppe continentali | Altre coppe | Altre coppe | Altre coppe | Totale | Totale |
| Stagione        | Squadra              | Comp            | Pres       | Reti       | Comp            | Pres            | Reti            | Comp               | Pres               | Reti               | Comp        | Pres        | Reti        | Pres   | Reti   |
| --------------- | -------------------- | --------------- | ---------- | ---------- | --------------- | --------------- | --------------- | ------------------ | ------------------ | ------------------ | ----------- | ----------- | ----------- | ------ | ------ |
| 2019            | Grêmio Novorizontino | A1/SP           | 1          | 0          |                 | -               | -               |                    | -                  | -                  |             | -           | -           | 1      | 0      |
| 2020            | Corinthians          | A1/SP+A         | 0          | 0          | CB              | 0               | 0               |                    | -                  | -                  |             | -           | -           | 0      | 0      |
| 2021            | Corinthians          | A1/SP+A         | 6+0        | 1+0        | CB              | 1               | 0               | CL                 | 3                  | 1                  |             | -           | -           | 10     | 2      |
| Totale carriera | Totale carriera      | Totale carriera | 7          | 1          |                 | 1               | 0               |                    | 3                  | 1                  |             | -           | -           | 11     | 2      |